# Gógánváralja
Gógánváralja (románul Gogan Varolea) egykor önálló település Erdélyben, Maros megyében, jelenleg Gógán településrésze.

## Története
1332-ben de Subcastro néven említik először, 1347-ben Wywar (Újvár) néven is előfordul. A falu szomszédságában egy vár romjai láthatóak, mely 1300 táján épülhetett, a település plébániatemplomával egy időben, melyről első adataink 1332-ből, a pápai tizedjegyzék évéből vannak.
A középkori, időközben reformátussá vált templomot a 20. század elején lebontották, csak egy 1898-ból származó leírás maradt fenn róla. Eszerint gótikus stílusú, egyhajós templom volt, melynek külseje "szegény és semmit nem mutató". A templomból mindössze a mennyezetfestmény és egy középkori feliratos tégla maradt fenn, melyet azonban megfejteni még nem tudtak. Az előbbit 1903 óta a budapesti Szépművészeti Múzeumban őrzik, az utóbbi egy kolozsvári múzeum tulajdonát képezi.
A mennyezetfestmény díszítésében gótikus és reneszánsz elemek is fellelhetőek, a rajta ábrázolt bibliai jeleneteket és személyeket növényornamentika keretezi. A festményen címerek is találhatóak, ezek közül biztosra csak a kígyós-Bethlen címert lehet felismerni, egyes történészek pedig felismerni vélik Somi Józsa temesi főispán és Varkócz Miklós szepesi várnagy címerpajzsát is.
Gógánváralja a trianoni békeszerződésig Kis-Küküllő vármegye Erzsébetvárosi járásához tartozott.
A települést az 1960-as évek végén Gógán faluhoz csatolták.

## Lakossága
1910-ben 808 fő lakta a települést, ebből 635 magyar, 164 román és 9 német nemzetiségűnek vallotta magát.
1966-ban 652 lakosa volt, ebből 504 magyar, 146 román és 2 német nemzetiségű.